# Êxodo rural no Brasil
O êxodo rural no Brasil foi um fenômeno da história recente do país, no qual uma grande quantidade de pessoas abandonou os campos e migrou para as cidades. O êxodo foi um longo processo, mas que teve seu auge entre 1960 e 1980. Nesse período, um total de 27 milhões de pessoas se dirigiram às zonas urbanas. O êxodo rural brasileiro foi um dos maiores do mundo, tanto em números relativos como em absolutos.

## Números
O êxodo rural no Brasil foi dramático. Em 1940, apenas 31% dos brasileiros viviam em áreas urbanas, porcentagem que saltou para 56%, em 1970. Nos países desenvolvidos, foram necessários 70 anos (1880-1950) para que a população urbana crescesse de 26,6% para 47,1%. O Brasil levou pouco mais de 30 anos. Entre 1950 e 2010, mais de 50 milhões de brasileiros deixaram a zona rural. Só entre 1970 e 1980, foram 12 milhões, o equivalente a 30% de toda a população rural brasileira em 1970.
| 1940 | 69% | 31% |
| 1950 | 64% | 36% |
| 1960 | 55% | 45% |
| 1970 | 44% | 56% |
| 1980 | 34% | 66% |
| 1991 | 26% | 74% |
| 2000 | 19% | 81% |
| 2010 | 16% | 84% |

Em 1940, 67% da força de trabalho brasileira estava na agricultura, reduzindo-se para 44%, em 1970, enquanto a mão de obra na indústria cresceu de 13% para 18% e nos serviços de 20% para 38%. Esse processo teve como causa a política de industrialização por substituição de importação, implementada pelo governo Vargas, a partir de 1930. Essa política criou um poderoso e diversificado mercado urbano de trabalho, principalmente em São Paulo, Minas Gerais e Rio de Janeiro. Em 1969, 66% dos trabalhadores empregados na manufatura estavam nesses três estados. Em poucas décadas, o Brasil saiu da condição de país rural e agroexportador para a de uma nação relativamente industrializada e urbanizada. Esse desenvolvimento urbano atraiu milhões de trabalhadores rurais para os centros urbanos, em busca de melhores condições econômicas.
Até 1960, as técnicas agrícolas no Brasil eram primitivas e o sistema de posse de terra do país era extremamente restritivo. Em 1950, por exemplo, somente 25% das fazendas no país tinham arado. Durante o governo militar, ocorreu um rápido processo de modernização do setor agrícola doméstico. Em 1960, somente 9.908 tratores eram produzidos no Brasil. Em 1972, aumentou para 34 mil. Com a mecanização da agricultura, houve o aumento da produtividade, mas, ao mesmo tempo, muitos trabalhadores rurais ficaram sem emprego, o que contribuiu para o maciço êxodo rural.

## Consequências
Nesse contexto, multiplicaram-se as moradias precárias e irregulares, ocorreram a formação e o crescimento de favelas e de economias informais, com uma tendência de aumento expressivo do número de pobres nas metrópoles, processo conhecido como macrocefalia urbana. As concentrações urbanas explodiram e se tornaram gigantescas, e muitos núcleos urbanos antigos se deterioraram. Os mais pobres deslocaram-se para as periferias, distantes e improdutivas. Com a precarização do trabalho, também aumentou a violência urbana.
Porém, apesar de a maneira como o êxodo rural ocorreu no Brasil ter trazido vários problemas, também muitos brasileiros beneficiaram-se nesse processo. Nos centros urbanos, muitos migrantes alcançaram a liberdade e ficaram livres do jugo do coronelismo que mandava e desmandava, nos grotões do interior brasileiro. Nos centros urbanos, muitos puderam ter acesso a serviços públicos, como à saúde, a um trabalho com carteira assinada e ao título de eleitor. O acesso à escolarização também proporcionava a possibilidade de alcançar a mobilidade social. Tornavam-se cidadãos.

### Desculturação
Para o antropólogo Darcy Ribeiro (1975), a saída do campo para a cidade gerou um processo de desculturação na parcela marginalizada da população. Ribeiro explica que a cultura é, em uma de suas acepções, uma forma de interagir com o mundo. A forma com que um povo se alimenta, se relaciona com os outros e com a natureza, é dada por sua cultura. Um povo é desculturado quando é tirado de sua origem e forçado a conviver em outro ambiente, sendo forçado a abandonar sua cultura antiga e, portanto, seus modos de interação com o ambiente. Esse foi o caso dos negros e dos índios no Brasil.
Essa desculturação ocorreu com as massas marginalizadas que foram às cidades. Esses indivíduos, que já detinham um patrimônio cultural escasso devido à desculturação gerada pela escravidão, tiveram praticamente todo seu patrimônio inutilizado devido à troca do campo pela cidade. Assim, eles sofreram uma nova marginalização social, econômica e cultural. As antigas técnicas com que eles construíam suas casas e fabricavam seus produtos foram perdidas, pois não valiam mais nesse novo ambiente. Então, conforme explica Ribeiro, essas massas se veem obrigadas a reinventaram a vida urbana "a partir de sua miséria e ignorância". Essas novas criações, contudo, são vistas pelo resto da sociedade como problemas a serem resolvidos. Por exemplo, sua solução para a falta de moradia, as favelas, devem ser erradicadas; suas técnicas de curandeirismo devem ser proibidas, etc. Ribeiro conclui que "só resta a esperança de que, a partir desse patamar inferior", e desvinculados de qualquer tradição que os ligue ao passado, "não sobrará mais nada a essas camadas marginalizadas do que caminhar para o futuro".

## Comparação com o êxodo rural de outros países
A combinação de industrialização com a mecanização da agricultura não foi um fenômeno exclusivo do Brasil. Isso também ocorreu nos Estados Unidos, na Europa Ocidental e em outros países desenvolvidos. Todavia, nos países desenvolvidos, o êxodo rural foi mais lento e uma indústria e um setor de serviços modernos conseguiram absorver a mão de obra recém-egressa do meio rural. Por sua vez, a economia brasileira não conseguiu. No Brasil, o êxodo rural foi desenfreado. As cidades foram inundadas, num período muito curto de tempo, com um excesso de mão de obra que ia muito além da capacidade de absorção pelos setores secundário e terciário da economia, a despeito dos altos crescimentos econômicos registrados. Muitas pessoas chegavam às cidades e não encontravam emprego. Sem ter muitas opções, muitos migrantes submetiam-se a condições de trabalho que violavam seus direitos, tendendo à clandestinação das relações de trabalho e conduzindo a um barateamento da mão de obra.